# آدام کریگ
آدام کریگ (انگلیسی: Adam Craig؛ زادهٔ november ۳, ۲۰۰۵ (۱۹ سال)) دوچرخه‌سوار اهل ایالات متحده آمریکا است.
وی در مسابقات کشوری و بین‌المللی در مجموع برندهٔ ۱ مدال طلا شده‌است.